# Principles of Lust
Principles of Lust è un singolo del gruppo musicale tedesco Enigma, pubblicato nel 1991 ed estratto dall'album MCMXC a.D..

## Tracce
CD Singolo (UK)
1. Radio Edit – 3:25
2. Omen Mix – 5:52
3. Jazz Mix – 3:06
4. Sadeness (radio edit) – 4:17

CD Singolo (USA)
1. Radio Edit – 3:25
2. Everlasting Lust Mix – 5:25
3. Album Version – 4:20
4. Jazz Mix – 3:06